# Махрам
Ма́храм (араб. محرم‎ — запретный, имеющий доступ в гарем, родственник) — в исламском праве: близкий родственник, за которого женщина не имеет права выходить замуж по причине их родства, но с которым имеет право оставаться наедине и отправляться в путешествие.

## Категории
Категории женщин, для которых мужчина является махрамом, определены в 22 и 23 аятах суры «Женщины»:
- Мать, молочная мать, бабушка (мать матери или мать отца);
- Дочь, внучка (дочь сына или дочь дочери);
- Родная сестра, молочная сестра;
- Племянница (дочь родной сестры или дочь родного брата);
- Тётя (сестра матери или сестра отца);
- Тёща (мать жены), бабушка жены (мать матери жены или мать отца жены);
- Падчерица (дочь жены от предыдущего брака);
- Мачеха (жена отца);
- Невестка (жена сына)[2].

Следующие категории женщин также являются махрамами, но брак с этими женщинами может стать возможным в случае развода с женой или в случае её смерти:
- Свояченица (сестра жены)[2];
- Тётя жены (сестра матери жены или сестра отца жены);
- Племянница жены (дочь сестры жены или дочь брата жены).

## Интимные отношения
Вступление в интимные отношения с женщиной из любой из вышеперечисленных категорий расценивается как прелюбодеяние (зина). Половая близость по ошибке (в результате неверно оформленного брака) влечёт за собой все те же последствия, что и брак.

### Суннизм
Шафииты и маликиты запрещают мужчине жениться на дочери, даже если она рождённой от прелюбодеяния, хотя с формальной юридической точки зрения она не является его махрамом и не имеет права ни на содержание, ни на наследование. Однако в ханафитском, джафаритском и ханбалитском мазхабе такой брак запрещён точно так же, как женитьба на дочери, рождённой в законном браке, в силу факта биологического родства и запрета на кровосмешение, существующего в шариате.
Согласно ханбалитскому и ханафитскому фикху, в случае если мужчина совершил прелюбодеяние с матерью жены или если сын совершил прелюбодеяние с женой отца, жена в таком случае станет навечно запретной для своего мужа. Но шафииты и джафариты не считают, что прелюбодеяние такого рода влечёт за собой подобные последствия; маликиты же разошлись во мнениях относительно таких случаев (одни учёные склоняются к ханафитской, другие к шафиитской точке зрения).

### Шиизм
Шииты считают навечно запрещённым брак с женщиной, с которой мужчина ранее совершил прелюбодеяние, в то время как она была замужем или выжидала идду после развода с правом на возобновление брака. Однако если она была незамужней, либо же выжидала идду после троекратного развода, или временного брака, или после смерти мужа, она не становится запретной для того мужчины, который совершил с ней прелюбодеяние, и он может жениться на ней впоследствии. Что касается четырёх суннитских мазхабов, то в соответствии с их положениями женщина не становится запретной для мужчины, с которым она вступила в незаконную связь, — вне зависимости от того, была она замужней или незамужней.

## Коран
Не женитесь на женщинах, на которых были женаты ваши отцы, если только это не произошло прежде. Воистину, это является мерзким и ненавистным поступком и скверным путём. ۝ Вам запретны ваши матери, ваши дочери, ваши сестры, ваши тетки со стороны отца, ваши тетки со стороны матери, дочери брата, дочери сестры, ваши матери, вскормившие вас молоком, ваши молочные сестры, матери ваших жен, ваши падчерицы, находящиеся под вашим покровительством, с матерями которых вы имели близость, ведь если вы не имели близости с ними, то на вас не будет греха; а также жены ваших сыновей, которые произошли из ваших поясниц. Вам запретно жениться одновременно на двух сестрах, если только это не произошло прежде. Воистину, Аллах — Прощающий, Милосердный.
—  4:22, 23 (Кулиев)

## Хадисы
- Пророк Мухаммед сказал: «Пусть никогда мужчина не остаётся наедине с женщиной, если только рядом с ней махрам, и пусть не путешествует женщина, кроме как в сопровождении её махрама»[3].